# L'Importun (Star Trek)
L'Importun (Turnabout Intruder) est le vingt-quatrième épisode de la troisième saison et dernier épisode de la série télévisée Star Trek. Il fut diffusé pour la première fois le 3 juin 1969 sur la chaîne américaine NBC.
Sur la planète Camus II, le capitaine Kirk retrouve une de ses ancienne concubines : Janice Lester. Celle-ci va transposer son esprit dans le corps du capitaine de l'Enterprise afin de prendre le commandement du vaisseau et abandonner l'esprit de Kirk emprisonné dans le corps de Lester sur une planète lointaine et isolée.

## Distribution

### Acteurs principaux
- William Shatner — James T. Kirk (VF : Yvon Thiboutot)
- Leonard Nimoy — Spock (VF : Régis Dubost)
- DeForest Kelley — Leonard McCoy
- James Doohan — Montgomery Scott
- George Takei — Hikaru Sulu
- Walter Koenig — Pavel Chekov

### Acteurs secondaires
- Majel Barrett - Infirmière Christine Chapel
- Sandra Smith - Dr Janice Lester
- Harry Landers - Dr Arthur Coleman
- Barbara Baldavin - Officier de communication Lisa
- David L. Ross - Lieutenant Galoway
- John Boyer - Garde
- Roger Holloway - Lieutenant Lemli

## Résumé
L'Enterprise répond à un appel de détresse de la planète Camus II. Sur celle-ci, ils retrouvent trois survivants fortement irradiés dont le docteur Arthur Coleman et le docteur Janice Lester, une femme avec laquelle le capitaine Kirk a eu une liaison lorsqu'il était à l'université. On apprend que l'incapacité de Lester à commander un vaisseau l'a empêchée de poursuivre ses études plus loin, frustration qu'elle attribue à son sexe. Alors que le docteur McCoy et Spock laissent Kirk et Lester seul à seule, celle-ci laisse éclater sa haine auprès de Kirk, qu'elle estime être le produit d'un monde dominé par les hommes. Elle piège Kirk dans un appareil extra-terrestre laissé sur Camus II qui lui permet d'échanger son corps avec celui de Kirk.
L'esprit de Kirk réintégre le corps de Lester mais celui-ci étant affaibli par les radiations, il tombe malade et est amené à l'infirmerie de l'Enterprise. Lester dans le corps de Kirk discute avec Coleman et tous deux semblent complices du transfert de corps. Coleman, en tant que médecin, ordonne que le corps de Lester soit traité par de puissants sédatifs, malgré les objections du docteur McCoy. Lester et Coleman s'isolent. Tous deux sont amoureux et ont tué une partie de leur équipe de recherche afin d'attirer l'Enterprise sur Camus II. Lester, dans le corps de Kirk, accomplit enfin son rêve de pouvoir commander un vaisseau et Coleman peut en devenir l'officier médical.
Spock devient suspicieux lorsqu'il voit Lester dans le corps de Kirk changer la trajectoire du vaisseau vers la colonie de Benecia afin d'y "déposer" le Docteur Lester. Il trouve que celle-ci est primitive et qu'une station spatiale, plus proche, pourrait faire l'affaire. McCoy, quant à lui, demande que Kirk subisse un examen de santé complet, trouvant son comportement suspect. À l'infirmerie, Kirk, dans le corps de Lester, tente de se relever mais il est arrêté par l'infirmière Chappel. À la suite d'une seconde tentative de fuite, Lester, dans le corps de Kirk, décide que Lester est dangereuse et ordonne sa mise en détention.
Pendant que McCoy effectue un examen sur le capitaine Kirk, Spock décide d'interroger Lester dans sa cellule. Utilisant son pouvoir de télépathie, il établit que celle-ci est en réalité Kirk. Toutefois, les gardes ne veulent pas les laisser sortir, et Spock use de sa technique vulcaine pour les endormir. Lester, dans le corps de Kirk, décrète que Spock est suspendu de ses fonctions et placé aux arrêts pour mutinerie. Il est jugé, ainsi que Kirk, par Lester qui prétend toujours être le capitaine Kirk. Toutefois, Lester se comporte d'une façon très différente au cours de la discussion, ce que finissent par remarquer McCoy et Scotty. Alors qu'ils discutent dans les couloirs, Lester les fait enregistrer et les condamne à mort pour mutinerie.
Cette décision violente et arbitraire provoque une grève du travail de la part de Chekov et Sulu qui ne reconnaissent plus leur capitaine. S'énervant, Lester s'aperçoit que l'esprit de Kirk est en train de revenir dans son corps. Lester court voir Coleman et lui demande conseil. Celui-ci lui révèle que la seule solution serait de tuer Kirk. Elle décide de s'en prendre à lui, mais finalement leurs esprits retrouvent leurs corps respectifs. Lester s'effondre en larmes contre Coleman. Celui-ci décide de partir en emmenant Lester avec lui et assure au capitaine Kirk qu'elle ne fera plus de mal à personne.

### Continuité
- Le personnage de Nyota Uhura n'apparaît pas dans cet épisode.
- Contrairement à son habitude, Christine Chapel est brune. Elle l'était aussi dans l'épisode La Lumière qui tue.
- Pour que Spock le reconnaisse, Kirk, dans le corps de Lester lui rappelle les événements de l'épisode Le Piège des Tholiens et de l'épisode L'Impasse.
- Le capitaine Jean-Luc Picard fait une légère référence aux événements dans Héritage un épisode de la série dérivée Star Trek : La Nouvelle Génération. Un épisode, qui étant le quatre-vingtième, dépassait finalement la série originelle en termes de durée.

### Référence culturelle
- Le titre original de l'épisode (Turnabout Intruder) fait référence au film Turnabout de 1940 dans lequel un homme et sa femme échangent leurs corps.

## Production

### Écriture
L'épisode fut proposé par le créateur de la série, Gene Roddenberry au début du tournage de la saison 3, le 22 avril 1968. Pourtant il faut attendre le 1er décembre avant qu'une version scriptée, par Arthur Singer. L'épisode est finalisé le 20 décembre avant d'être partiellement réécrit par Fred Freiberger au cours des mois de décembre 1968 et janvier 1969.

### Casting
- Si Nyota Uhura n'apparaît pas dans cet épisode c'est que son interprète, Nichelle Nichols était engagée pour chanter dans une émission.
- C'est le seul épisode où Roger Holloway, qui joue le Lieutenant Lemli, a un rôle parlé. Il dit deux mots : "Oui, monsieur."

### Tournage
Le tournage eut lieu du 31 décembre 1968 au 9 janvier 1969 au studio de la compagnie Desilu sur Gower Street à Hollywood, sous la direction de Herb Wallerstein.
Dans le livre de 1975  Star Trek Lives! sa co-autrice, Joan Winston raconte le tournage de l'épisode, qu'elle a vue de l'intérieur. William Shatner était malade de la grippe et s'entendait assez peu avec Sandra Smith. Shatner se disputa aussi avec Wallerstein quant aux direction vers lesquelles son personnage devait aller. L'épisode pris du retard, se terminant au bout de sept jours au lieu des six jours prévus. La dernière scène tournée de la série originale est le passage où Lester et Kirk sont devant la machine extra-terrestre.
Lors du tournage, NBC souhaitait toujours que la saison fasse vingt-six épisodes et Shatner voulait tourner le vingt-sixième. Toutefois à la suite des retards, ces épisodes furent annulés.

## Diffusion et réception critique

### Diffusion américaine
L'épisode fut retransmis à la télévision pour la première fois le 3 juin 1969 sur la chaîne américaine NBC en tant que dernier épisode de la troisième saison. À l'origine, l'épisode devait être diffusé le 28 mars 1969 mais la mort de l'ex-président Eisenhower en repoussa sa diffusion.

### Diffusion hors États-Unis
L'épisode fut diffusé au Royaume Uni le 15 décembre 1971 sur BBC One. Il s'agissait aussi du dernier épisode de la série pour la diffusion anglaise.
En version francophone, l'épisode est diffusé au Québec en 1971 par Télé-Métropole et son réseau d'affiliés. En France, l'épisode est diffusé le 4 août 1986 lors de la rediffusion de l'intégrale de Star Trek sur La Cinq.

### Réception Critique
Lors de sa diffusion, l'épisode ne fit qu'un indice Nielsen de 8.8, soit une chûte de 50% par rapport aux débuts de la série.
L'épisode est considéré par de nombreuses personnes comme l'un des pires épisodes de la série, notamment à cause du surjeu de William Shatner et des phrases ouvertement misogynes prononcés par les personnages. Selon David Green, l'épisode sous entend que vouloir le pouvoir est pour une femme, un signe de maladie mentale.
Dans un classement pour le site Hollywood.com, Christian Blauvelt place cet épisode à la 79e position sur les 79 épisodes de la série originelle. Pour le site The A.V. Club Zack Handlen donne à l'épisode la note de D- relevant l'inconsistance du personnage de Janice Lester, celle-ci passant de jalouse à incompétente et clairement folle.

### Polémique
Une ligne de l'épisode où Janice Lester explique qu'elle ne peut pas être aux commandes de l'Enterprise car elle est une femme fit longtemps débat parmi les fans de la série. Pour certains d'entre eux, cela signifierait que Starfleet n'autorise pas les femmes capitaine, toutefois, on peut en voir une dans le film Star Trek IV : Retour sur Terre, dans la série Star Trek: Voyager puis dans les séries Star Trek: Enterprise et Star Trek: Discovery qui se déroulent pourtant avant les événements de cet épisode.
Pour Leonard Nimoy, qui détestait cet épisode, il était évident que cela signifiait que les femmes ne pouvaient pas commander de vaisseau. De plus, malgré des dénégations plusieurs personnes ont relevé une certaine tendance à la misogynie chez Gene Roddenberry. Afin d'écarter toute polémique, la Paramount statuera officiellement que les propos de Janice Lester sont ceux d'une folle.

## Adaptation littéraire
L'épisode fut romancé sous forme d'une nouvelle de 22 pages écrite par l'auteur James Blish dans le livre Star Trek 5, un recueil compilant différentes histoires de la série et sorti en février 1972 aux éditions Bantam Books. Dans cette version Arthur Coleman devient Howard Coleman.

## Éditions commerciales
Aux États-Unis, l'épisode est disponible sous différents formats. En 1988 et 1990, l'épisode est sorti en VHS et Betamax. L'épisode sortit en version remastérisée sous format DVD en 2001 et 2004.
L'épisode connu une nouvelle version remasterisée sortie le 2 août 2008 : l'épisode fit l'objet de nouveaux effets spéciaux, notamment les plans de l'Enterprise et de la planète Camus II qui seront refait à partir d'images de synthèse. L'épisode se termine avec l'Enterprise volant à travers le ciel, signifiant symboliquement la fin de la série, une chose qui n'existait pas dans la version originale. Cette version est comprise dans l'édition Blu-ray, diffusée en décembre 2009.
En France, l'épisode fut disponible avec l'édition VHS de l'intégrale de la saison 3 en 2000. L'édition DVD est sortie en 2004 et l'édition Blu-ray le 22 décembre 2009.